# Trichocera idahoensis
Trichocera idahoensis är en tvåvingeart som beskrevs av H. Douglas Pratt 2003. Trichocera idahoensis ingår i släktet Trichocera och familjen vintermyggor.
Artens utbredningsområde är Idaho. Inga underarter finns listade i Catalogue of Life.